# Epimastidia celebica
Epimastidia celebica är en fjärilsart som beskrevs av John Nevill Eliot 1969. Epimastidia celebica ingår i släktet Epimastidia och familjen juvelvingar. Inga underarter finns listade i Catalogue of Life.